# Gordionus dubiosus
Gordionus dubiosus är en tagelmaskart som beskrevs av Heinze 1937. Gordionus dubiosus ingår i släktet Gordionus och familjen Chordodidae. Inga underarter finns listade i Catalogue of Life.